# Графітоїди
Графітоїди (рос. графитоиды, англ. graphitoids, нім. Graphitoide n pl) — перехідна група між графітом і вугіллям.
Наприклад, у графітоїди внаслідок метаморфізму переходять шунгіти.
Графітоїд — вельми тонкозернистий графіт високої твердості, що зустрічається в слюдяному сланці саксонських Рудних Гір. Саксонський графітоїд містить 98,82 — 99,02 % вуглецю
Інше значення — синонім графіту (Зауер, 1885).